# Музей марки
Музей марки — музей марки міста Вінниця Вінницька область. Заснований у 2016 році.

## Історія про
Меморандум про створення музею підписали 2 липня 2015 року між Вінницькою міською радою та Міжнародним благодійним фондом «Музей української марки ім. Якова Балабана».
16 вересня 2016 року був відкритий перший і єдиний музей української марки.

## Експонати
- Марка «Проголошення Незалежності Карпатської України 15 березня 1939».
- Марка на авіалист Львів-Відень з надпечаткою авіапошти та печатками львівської пошти на марках Австрії для першої регулярної поштової лінії Відень — Краків — Львів — Київ (1918).
- Поштові марки Західно-Української Народної Республіки
- Марки Російської імперії, але гашені українським тризубом — Олександр Балабан каже, що «…Петро Перший знищив історію України, але забув знищити наш тризуб, який залишився на багатьох марках. Цей символ є свідченням того, що історія нашої держави сягає ще часів Володимира Великого. Саме ми є спадкоємцями Русі, а не варвари на сході»[1].
- Марка Гомеля, який на той час був частиною України. Є марка з Ростова-на-Дону, теж погашена тризубом.
- Представлена марка 1919 року з Покуття — одна з восьми, які ще збереглися у світі.
- Марка, аналогів якої у світі збереглося лише п'ятнадцять екземплярів.